# Дауни (Айдахо)
Дауни (англ. Downey) — город, расположенный в 56 километрах на юго-восток от окружного центра округа Баннок — Покателло, штат Айдахо, США.
Основан в 1907 году мормонами.

## География
Дауни расположен на 42 ° 25’46 " с. ш. и 112 ° 7’21 "з. д.
На высоте в 4860 футов (1480 м) на Marsh velley. Он расположен на пути следования американского Шоссе 91 .
По данным Бюро переписи населения США, город имеет общую площадь 1,0 квадратных миль (2,5 км ²), из которых 2,5 км ² земли и 0,0 км ² воды.

## Климат
Умеренный климат, где средняя температура −8,5 в январе и 23,7 в июле.
Среднее количество осадков в Дауни, штат Айдахо в январе составляет 0,29 мм, в июле она составляет 0,73 мм.

## Демография
В 2000 году перепись населения насчитывала 613 человек и 165 семей, проживающих в городе. Существовали 264 единиц жилья.
Расовый состав города: 97,39 % Белых; 0,49 % коренных американцев; 0,16 % азиатов; 0,49 % жителей тихоокеанских островов; 1,31 % из других рас.
Существовали 233 семей, из которых 32,2 % имели детей в возрасте до 18 лет, проживающих с ними; 61,8 % были супружеские пары, живущие вместе; 6,0 % были матерями-одиночками без мужей, а 28,8 % не имели семьи.
27,0 % всех хозяйств состоят из отдельных лиц и 18,9 % из них — одиноких людей в возрасте 65 лет и старше.
В городе населения было распространено с 30,5 % в возрасте до 18 лет; 5,9 % от 18 до 24 лет; 22,2 % от 25 до 44 лет; 17,0 % от 45 до 64 лет и 24,5 %, которые были в возрасте 65 лет и старше. Средний возраст составил 39 лет.
На каждые 100 женщин приходилось 97,1 мужчин.
Средний доход на домашнее хозяйство в городе составил $ 26667, а средний доход на семью составляет $ 34432. Мужчины имеют средний доход от $ 30781 против $ 20500 для женщин. Доход на душу населения в городе составил $ 11908. Около 12,7 % семей и 18,6 % населения были ниже черты бедности, в том числе 25,7 % из них моложе 18 лет и 14,6 % тех, кто в возрасте 65 лет и старше.
По данным переписи населения 2006 года, численность населения города составляет 553 человек. Что на 60 человек меньше (9/8%).

## Религия
75,4 % — Церковь Иисуса Христа Святых последних дней
9,1 % — Католическая церковь
3,0 % — Лютеранская церковь
2,2 — Южная баптистская конвенция
1,6 — Объединенная методистская церковь

## Занятость населения
Мужчины:
Транспорт и складирование — 20,7 %
Розничная торговля — 12,9 %
Недвижимость, аренда и лизинг — 12,9 %
Искусство, развлечения и отдых — 9,3 %
Образовательные услуги — 7,9 %
Здравоохранение и социальная помощь — 7,1 %
Строительство — 6,4 %
Женщины:
Розничная торговля — 35,7 %
Строительство — 14,3 %
Здравоохранение и социальная помощь — 8,7 %
Образовательные услуги — 7,9 %
Производство — 7,1 %
Недвижимость, аренда и лизинг — 6,4 %
Финансы и страхование — 5,6 %
Уровень безработицы к 2011 году возрос до 9,2 %

## Инфраструктура города
Офис мэра города Дауни / Downey City Mayor’s Office
Школа / Downey Elementary School
Marsh Valley Senior Citizens Center
Банк / Ireland Bank
Парикмахерская / Roberta’s Hair Design
Почта / US Post Office
Продуктовый центр / Downey Food Center
Театр / Old Downey Theatre
Библиотека
Ателье
Клиника / Downey Health West Clinic
Городской парк
2 церкви Церковь Иисуса Христа Святых последних дней / The Church of Jesus Christ of Latter-day Saints
Аэропорт / Downey Hyde Memorial Airport
Склад-магазин пиломатериалов / Downey Lumber Co

## Достопримечательности
Downata Hot Springs
Развлекательный комплекс с горячими источниками. Летом Downata предлагает различные мероприятия для семей, включая большие естественные бассейн с горячей водой, четыре большие водные горки, детский бассейн, джакузи, освещенные волейбольную и баскетбольную площадки и площадку для пикников. Досуг включает в себя наблюдение за птицами, походы, катание на горных велосипедах и квадроциклах. Жилье: дом на ранчо, рассчитанный на двенадцать гостей, шесть маленьких комнат и три юрты, палаточный лагерь. Палаточный лагерь остается открытым до конца октября.